# Olle Åhman
Olle Åhman, född 26 december 1945 i Sundsvall, död 31 december 2003 i Sundsvall, ishockeyspelare (forward).
Olle Åhman har spelat 5 A-landskamper för Tre Kronor. Han utsågs till Rinkens riddare 1975.
Under hela sin spelarkarriär representerade han Wifsta/Östrands IF, senare ombildat till Timrå IK. Han verkade även som ledare i klubben och förde som tränare laget till Elitserien 1981.